# エンリク・パロマー
エンリク・パロマー（カタルーニャ語: Enric Palomar、1964年 - ）は、スペイン・バルセロナ県バダロナ出身のカタルーニャ人作曲家。
バルセロナ音楽院 (Conservatorio Municipal de Música de Barcelona) に学び、さらに、ベネット・カサブランカス (Benet Casablancas) とジュアン・アルベルト・アマルゴス (Joan Albert Amargós) に師事。「寓意的間奏曲（クロード・ドビュッシーに捧げる） (Interludio Alegórico (homenaje a Claude Debussy))」で、第10回全カタルーニャ作曲コンクール (el X Concurso de Composición de la Generalitat de Catalunya) に2席入賞。パロマーは、多数の室内楽曲を様々な楽団やソリストのために楽曲を提供しており、アナ・マリア・モイス (Ana María Moix) とラファエル・センデル (Rafael Sender) のリブレットにより、1998年にバルセロナのメルカド・デ・ラス・フロレス（スペイン語: Mercado de las Flores, カタルーニャ語: Mercat de les Flors：「花市場」の意の劇場）で初演されたオペラ『Ruleta』（「ルーレット」の意）や、カスティーリャ女王フアナの生涯にもとづいたレベッカ・シンプソン (Rebecca Simpson) のリブレットにより、2005年にドイツのオペラ劇場で初演され、続いてバルセロナのテアトロ・ロメア (スペイン語: Teatro Romea, カタルーニャ語: Teatre Romea (Barcelona)) やドイツ・ダルムシュタットのダルムシュタット州立劇場で続演されたオペラ『Juana』などを作曲している。
リセウ大劇場は、パロマーに、ラモン・マリーア・デル・バリェ＝インクラン (Ramón María del Valle-Inclán) の同名の戯曲にもとづいたオペラ『La cabeza del Bautista』（「洗礼者（ヨハネ）の首」の意）の作曲を委嘱し、この作品は2009年4月20日にバルセロナのコロシアムで初演された。
パロマーは、ジャズやポピュラー音楽への関わりも深く、特にフラメンコの分野では、作曲家、編曲家、音楽監督（指揮者）として大きな実績を残している。パロマーの作品の中でも、ピアノ曲「Lorca」、4台のピアノとパーカッション、歌（歌詞つきのフラメンコ）、ダンスのためのジタナ組曲、また、ラファエル・アルベルティの歌詞によりミゲル・ポベダ (Miguel Poveda) が歌った「Poemas del exilio」（「流民の詩」の意）は、この方面での代表作である。
2011年4月、ジュゼップ・カバリェー・ドメネク (Josep Caballé Domenech) 指揮、イバン・マルティン (Iván Martín) ピアノ、バルセロナ交響楽団&カタルーニャ国立管弦楽団 (スペイン語: Orquestra Simfònica de Barcelona i Nacional de Catalunya, カタルーニャ語: Orquestra Simfònica de Barcelona i Nacional de Catalunya) によって、パロマーのピアノとオーケストラのための協奏曲が初演された
2011年7月、スペイン国立バレエ団 (Ballet Nacional de España) は、監督ホセ・アントニオ (José Antonio) の下、グラナダのアルハンブラ宮殿にあるヘネラリフェの庭園において、グラナダ市管弦楽団 (Orquesta Ciudad de Granada) の演奏で、パロマー作曲のバレー『Negro Goya』を初演した。このほかのパルマー作品には、「Alboradas」、「Thamar y Amnon」、「Salomé」、「 Homenaje a Manuel de Falla」、「Mare coratge i els seus fills」、「Nana de la cigüeña」などがある。
現在、パルマーは、バルセロナの音楽学校 Taller de Músics において、芸術監督を務めている